# Blanca Lake
Der Blanca Lake ist ein See in der Henry M. Jackson Wilderness in der Kaskadenkette des US-Bundesstaates Washington.
Der Blanca Lake liegt in einem Becken, das von den Gipfeln des Monte Cristo Peak, des Kyes Peak und des Columbia Peak umgeben ist. Der See wird vom Columbia-Gletscher im Nordwesten gespeist und durch den Troublesome Creek, einen Zufluss des North Fork Skykomish River, entwässert. Das kalte, schlammige Gletscherwasser gibt dem See seine spektakuläre türkis-grüne Farbe und macht ihn zum erstklassigen Beispiel für einen Steinmehl-See.

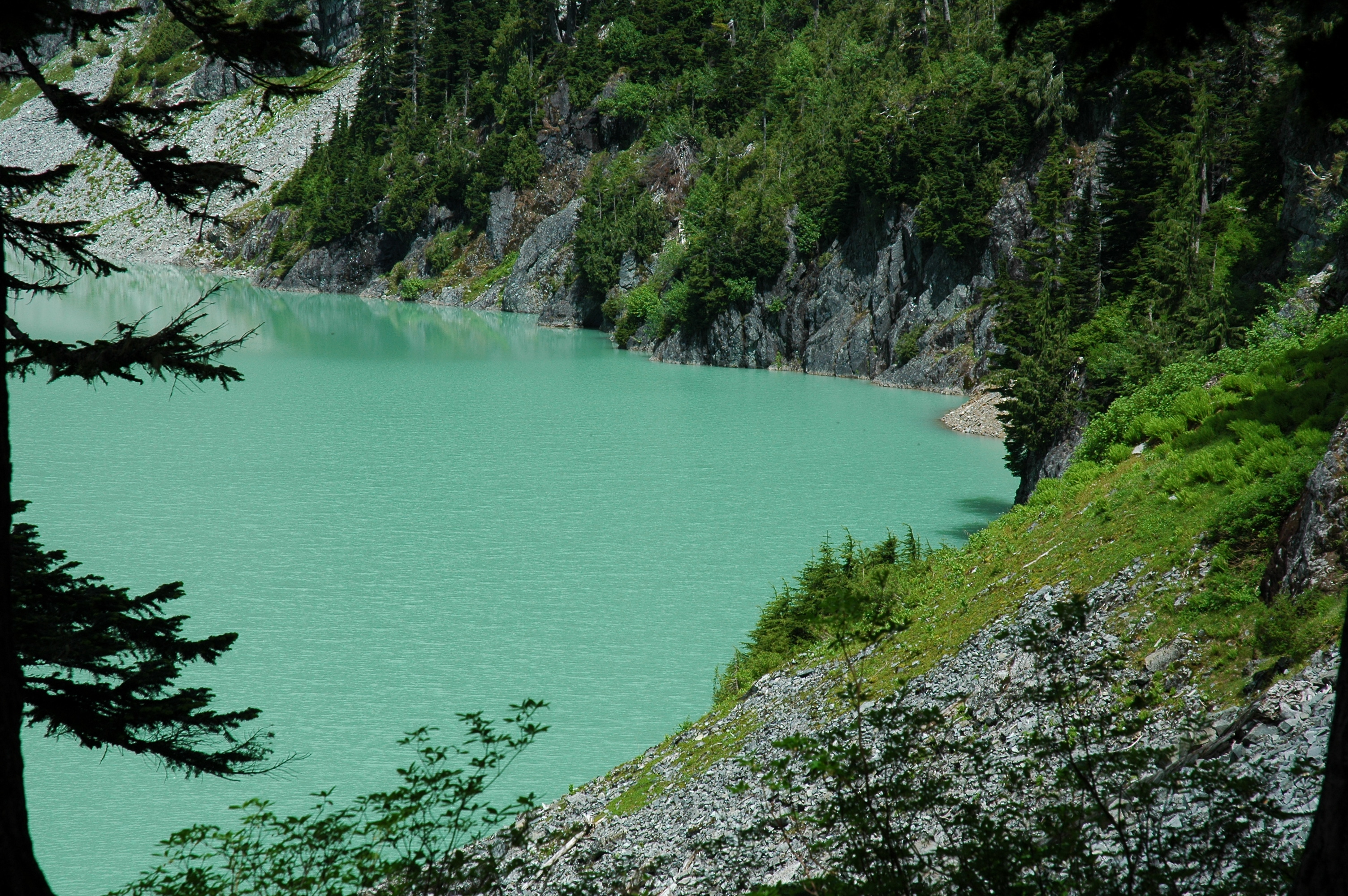
Der Blanca Lake in Washington (USA)

Der Blanca Lake ist ausschließlich zu Fuß über den Blanca Lake Trail zu erreichen. Der Trail beginnt auf 579 Metern Höhe, doch durch Unterspülungen bedingt ist die Zugangsstraße zum Einstiegspunkt gesperrt, so dass etwa vier Meilen (6,4 Kilometer) Umweg den normalerweise neun Meilen 14,4 Kilometer langen Trail verlängern. Der Trail klettert schnell in Serpentinen in die Höhe und überwindet so 823 Höhenmeter auf 4,8 Kilometer Länge, um schließlich auf dem Kamm der Bergkette anzukommen. Vom Kamm aus setzt er sich durch subalpine Wiesen hindurch fort, bis er den Virgin Lake auf 1.402 Metern Höhe erreicht. Vom Virgin Lake aus geht es über felsiges, steiles Gelände über 0,8 Kilometer und 183 Höhenmeter hinunter zum Blanca Lake. Aufgrund seiner Höhenlage und der für den Pazifischen Nordwesten typischen großen Menge an Schnee ist der Blanca Lake normalerweise nur von Juli bis zu den ersten Schneefällen im Oktober oder November leicht zu erreichen.

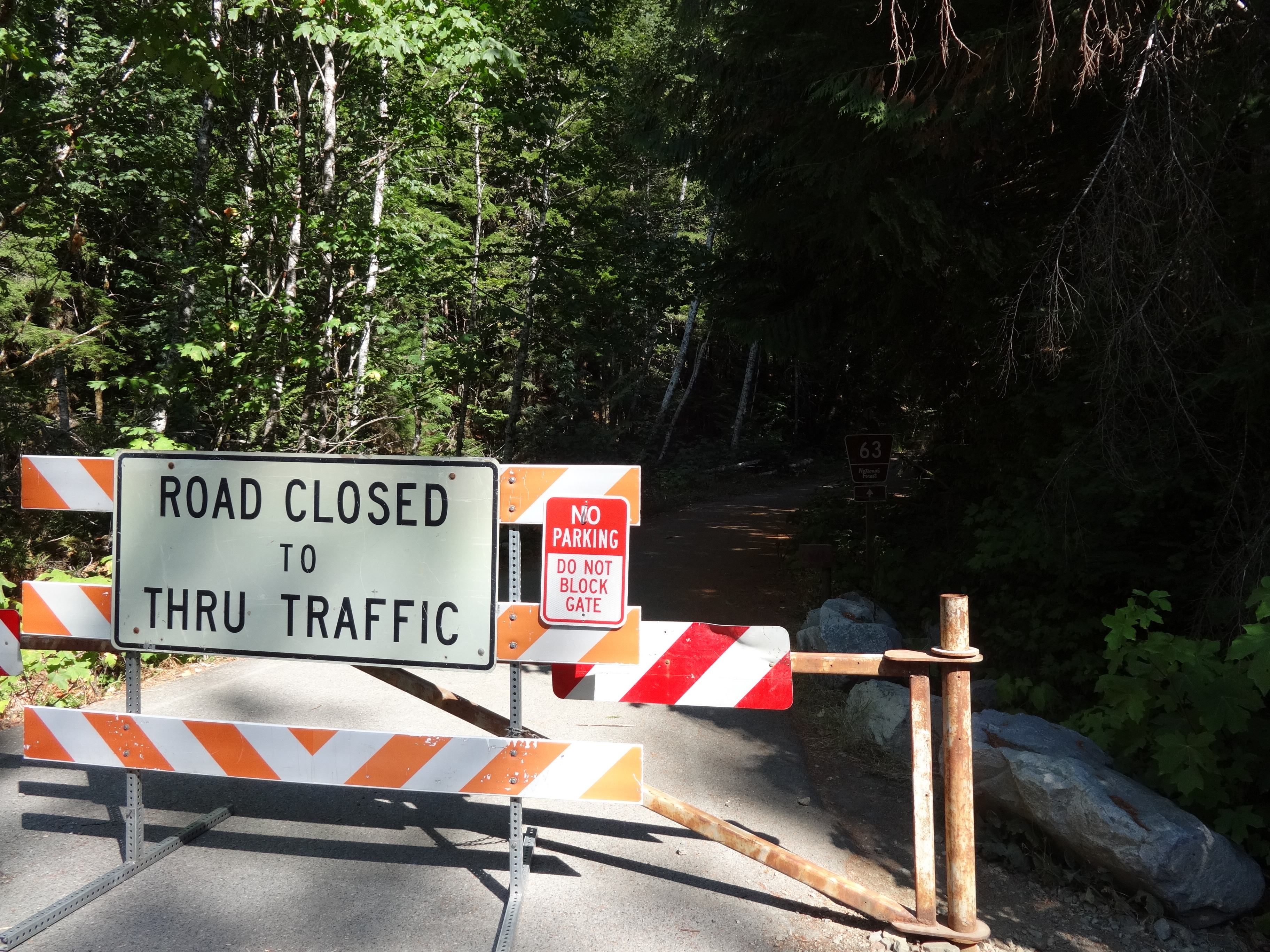
Die Forest Street 63 zum Einstiegspunkt ist wegen der Unterspülung nicht passierbar

Seine Schönheit macht den See ungeachtet der schwierigen Kletterstrecken auf dem Bergpfad zum beliebten Ziel für Wanderer.

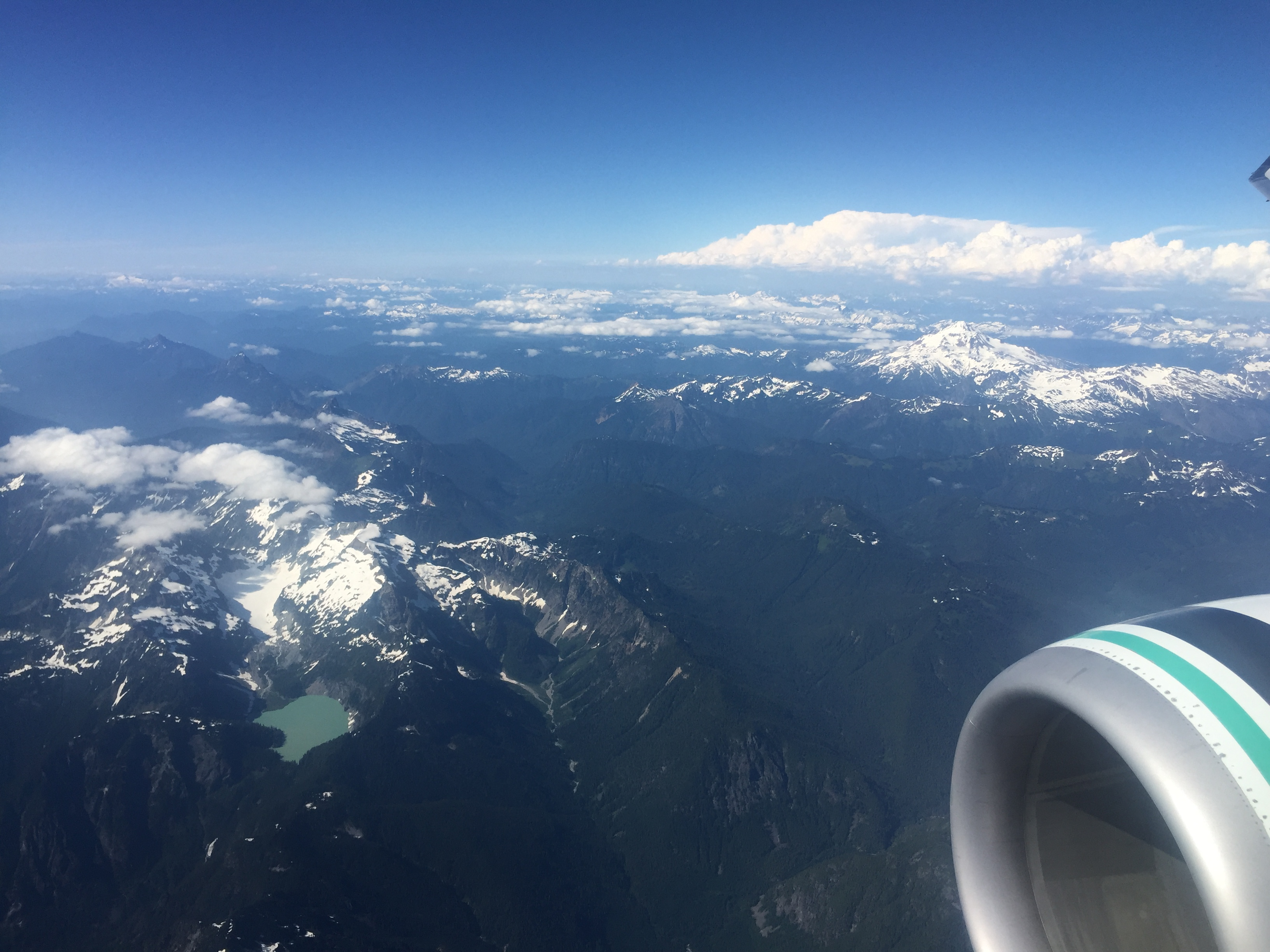
Der Blanca Lake mit dem Glacier Peak weit im Hintergrund

Um zum Einstiegspunkt des Trails zu gelangen, benutzt man die US Forest Road 65/Beckler Road über 22 Kilometer in der Nähe von Skykomish bis zur Kreuzung mit der US Forest Road 63. Die Forest Road 63 ist wegen Unterspülung gesperrt. Ein Northwest Forest Pass ist für das Parken erforderlich; es wird eine US Forest Service Daily Fee (Tagesgebühr) von 5 US$ pro Fahrzeug erhoben.